# 手 (沖縄武術)
手（ティー、ティ、Tee,Tii、英: hand）とは、空手以前に存在したとされる、沖縄県の琉球王国（琉球國）時代の武術である。
「手（ティー）」という武術が何であるかについては、空手家や研究者によって見解が異なる。しかし、今日では、大体以下に示すように二通りの意味で使われている。
1. 空手の旧称である「唐手（からて）」の明治時代の俗称。
2. 唐手（とうで、琉球語でトーディー）以前に存在した「沖縄固有の武術」の意味。いわゆる「沖縄手（ウチナーディー、おきなわて）」と呼ばれた武術。

なお、唐手（からて）と唐手（とうで、トーディー）は別の概念である（詳しくは後述参照）。
| 15 ~ 18世紀  | 19世紀             | 1901年(明治34年) ~ | 1929年(昭和4年) ~ | 1929年(昭和4年) ~ | 1980年代 ~     |
| 手（ティー） | 手（沖縄手）       | 唐手（からて）     |                   | 空手（道）        | カラテ、KARATE |
| 手（ティー） | 唐手（トーディー） | 唐手（からて）     |                   | 空手（道）        |                |

## 手＝唐手（からて）
「手」とは、琉球語で第一義にはもちろん手首から先の部位のことであるが、元来は武術に限らず『手法』を意味する言葉でもある。武術家がこの語を使う場合は、「…の武術」もしくは、単に「武術」一般を意味する言葉であった。それゆえ、明治の唐手家たちにとって、「手」といえば単に唐手（からて）のことを意味していた。
唐手（からて）という訓読み語は、後述するように明治30年代に唐手（とうで、琉球語でトーディー）という音読み語から創られた。唐手（とうで）の言葉の起源は不明であるが、佐久川寛賀が唐手佐久川（とうでさくがわ）とあだ名されていたことから、19世紀初頭頃から使用されていたと推測されている。例えば、安里安恒は「唐手と云ふ名が判然世の中に知り亘（わた）るやうになったのは、赤田の唐手佐久川からである」と述べている。
佐久川は20代の頃、進貢船に乗って中国へ留学し、当地で中国武術を学んだとされる。この佐久川が帰郷して伝えたのが、今日の空手の起源の一つとなる武術だったのだろう。それゆえ、佐久川が帰国した当時は、唐手（とうで）とは文字通り「唐（中国）の手」、すなわち中国武術の意味であった可能性が考えられる。それが廃藩置県までの約80年間を通じて、それ以前に存在した「沖縄手」と融合しながら、独自の唐手（とうで）に変化を遂げていったものと思われる。いずれにしろ、唐手（とうで）は佐久川以降、19世紀初頭からはじまった比較的新しい武術だったのである。

## 手＝沖縄手
沖縄手という言葉は、船越義珍（富名腰義珍）の著作に見られる言葉で、船越によれば、明治初期の唐手の古老たちは、中国発祥の武術を唐手（とうで、トーディー）と呼び、それに対して、固有の武術を沖縄手（おきなわて、ウチナーディー）と呼んで区別していたという。
また、船越は『空手道教範』（1935年）の中で、「近世支那（しな）崇拝熱の高い時代に、数多の武人が支那と往来して支那拳法を稽古し、古来の拳法いわゆる『沖縄手』に之（これ）を加味して研究し、短を捨て長を採り、愈々（いよいよ）精妙を加えた」と説き、沖縄手に中国拳法が加わってできたものが唐手であるとの説を主張している。
また、摩文仁賢和によれば、「唐手（からて）」という呼称は明治34、5年頃、学校教育に採用された時につくられたものであり、それ以前の沖縄県の唐手家達は「沖縄拳法のことを単に『テ』と称するのに対して、支那拳法を『トーデ』と称して区別しておりました」と述べている。
さらに知花朝信は、師匠の糸洲安恒の話として「もと沖縄には『手』というのがあった。鬼大城などの武勇伝からもそれがわかる。のちに唐手がはいり、北谷屋良の『手』と唐手佐久川の拳法がひとつにされて、唐手になったといわれます」と、新聞紙上で述べている。
沖縄固有の武術の存在については、彼ら以外にも、安里安恒、本部朝基、宮城長順といった戦前の著名な唐手家が自著や新聞紙上、講演などで、その存在について言及している。最近では、「手」といえば、この唐手以前の沖縄手を指して、用いている研究者や空手家の方が多いようである。

### 起源
ただし、「手（沖縄手）」の起源となると諸説がある。安里安恒は、琉球新報（大正3年1月17日）で発表した「沖縄の武技」という記事において、「沖縄固有の武芸にして田舎の舞方なるものが、いわゆる唐手の未だ発達せざる時代のそのままであらう」と述べている。「舞方（メーカタ）」とは琉球舞踊の一種で、音曲に合わせて自由に踊る武術踊りで、戦前まで沖縄各地にみられた。つまり、安里は琉球舞踊から手が生まれ、それが唐手へと発展した、ないしは舞方の中に唐手発達以前の手の原初的姿が残されている、と説いている。
一方で、近年では「手」とは古い時代に沖縄に伝来した中国拳法を起源とし、それが時代を経るに従って土着化したものではないかと推測する研究者もいる（金城裕）。それゆえ、唐手（からて）とは、この土着化した「手」と、佐久川寛賀によって新たに伝えられた唐手（とうで）とが融合してできたものと説く。他にも、沖縄角力（シマ）から発展したとする説、日本本土から伝来した柔術が起源とする説などがある。

## 手の時代の武人達
古くは16世紀の京阿波根実基（きょうあはごん じっき）が手の使い手だったという伝承がある。時代が下って、18世紀の西平親方、具志川親方、僧侶通信、渡嘉敷親雲上、真壁朝顕などが手の時代の武人として知られている。